# Keep Shelly In Athens
Keep Shelly In Athens est un groupe de chillwave grec créé en 2010.

## Biographie
Le groupe est initialement un duo composé de RΠЯ et Sarah P. (en). En 2014, Sarah P. quitte le groupe et est remplacée par Myrtha. Cette dernière est remplacée en 2017 par Jessica Bell.

## Discographie
Albums
- In Love With Dusk / Our Own Dream (2012) (LP)
- At Home (2013) (LP)
- How I'm Ready (2015)
- Philokalia (2017)